# TV One (США)
TV One — американський базовий кабельний телеканал, який належить медіа-конгломерату Urban One.
Штаб-квартира розміщена у Сілвер-Спринг, штат Меріленд. Програми TV One's розраховані на дорослих афроамериканців та включають розважальні серіали, фільми, документальні фільми, концертні виступи та перероблені сіткоми  1970 — 2000-х років.
Станом на лютий 2015 року TV One доступний для приблизно 57 мільйонів домогосподарств з платним телебаченням у Сполучених Штатах.

## Історія
TV One було запущено 19 січня 2004 року, на День Мартіна Лютера Кінга як конкурент до більш довгострокового Black Entertainment Television. На момент його запуску канал був приблизно в 2,2 мільйонів будинків.
7 липня 2008 року президент та генеральний директор TV One Джонатан Роджерс оголосив, що канал повинен забезпечити широке висвітлення демократичної національної конвенції.
У серпні 2012 року TV One оновив свій логотип. 9 липня 2013 року TV One оголосив про дебют першої годинної програми ранкових новин, яка буде транслюватися наживо, та супроводжуватися коментатором Роландом Мартіном. Прем'єра програми, News One Now відбулася 4 листопада 2013 року.
У грудні 2014 року Бред Сігель став президентом TV One. Сігель був колишнім президентом Turner Entertainment Networks, а також головою Up TV, співзасновником якого він був у 2004 році.
У лютому 2016 року TV One оновив свій логотип знову, разом з новим слоганом: «Представляти».